# Gothem
Gothem est une paroisse et un petit village de l'est de l'île de Gotland en Suède. L'église de Gothem est l'une des plus intéressantes des 92 églises médiévales de l'île.

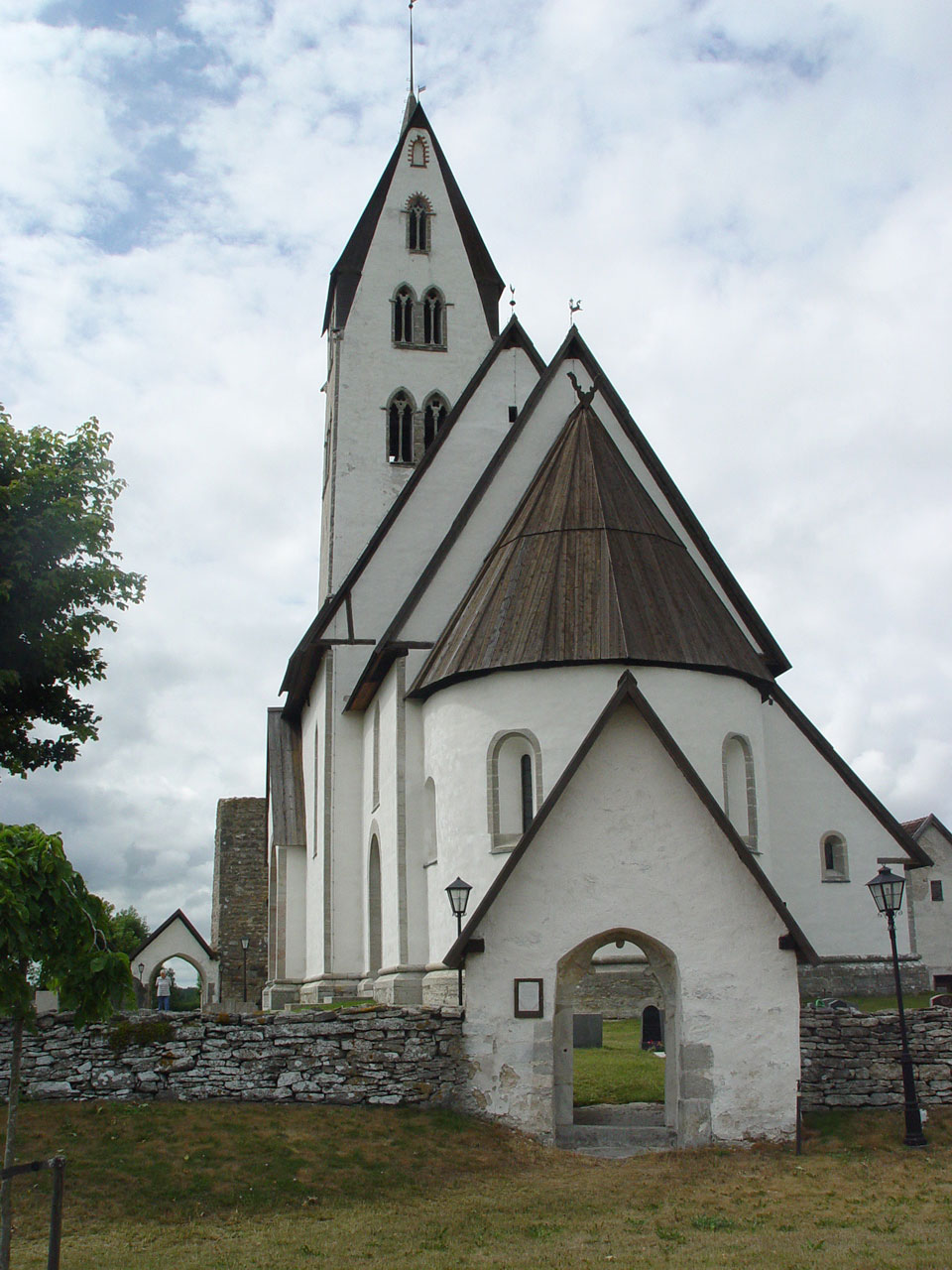

## Intérieur

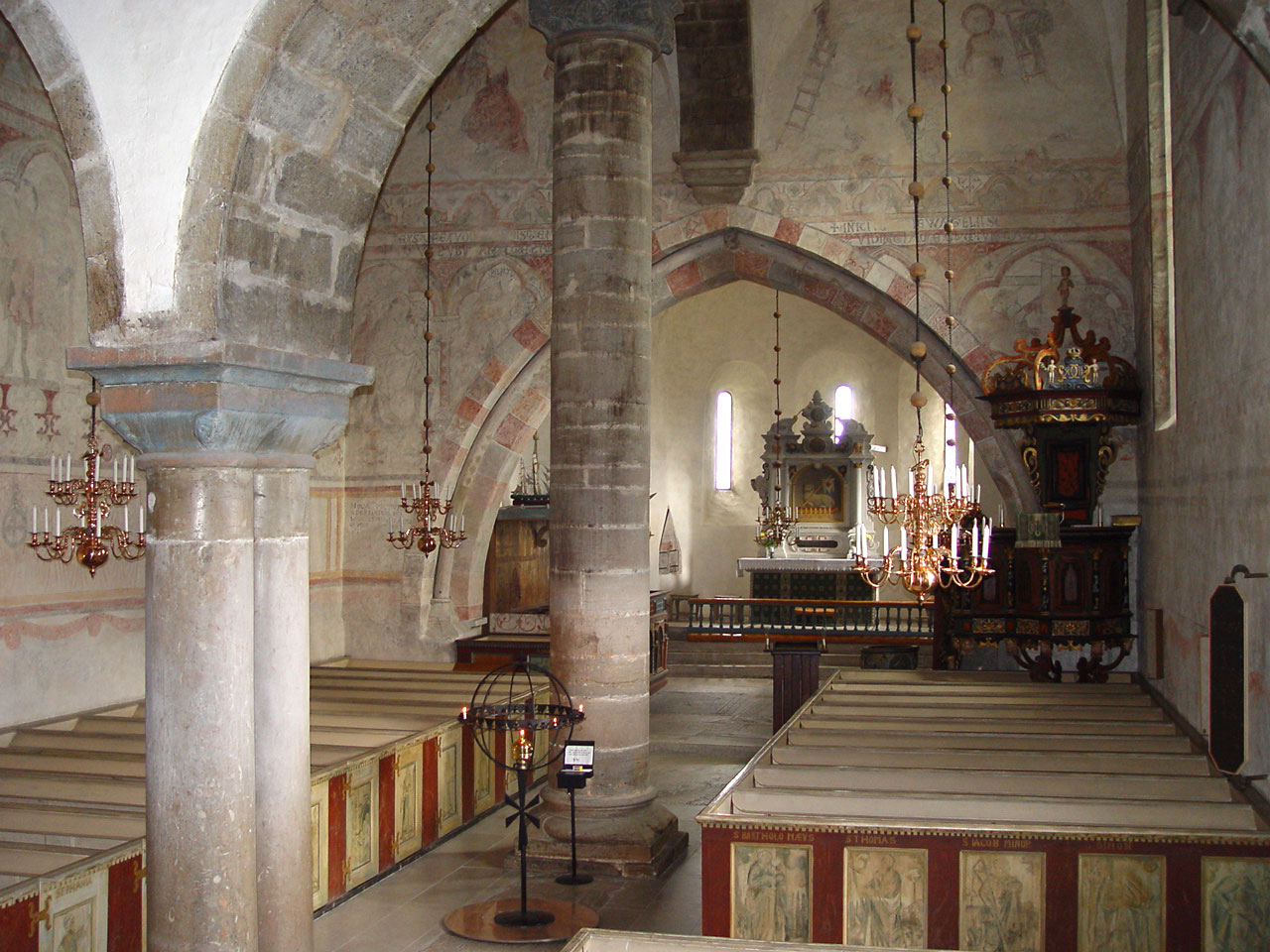
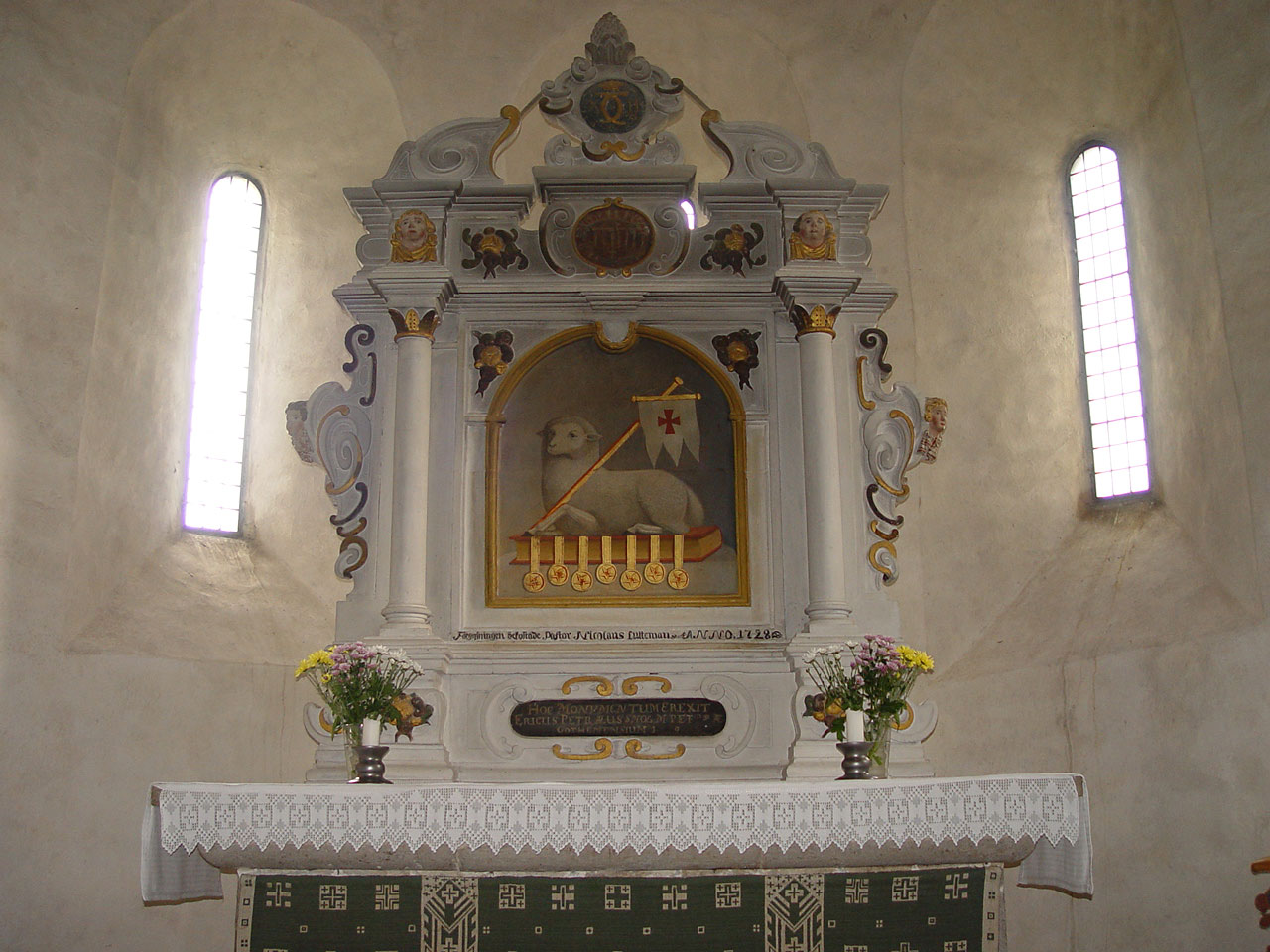
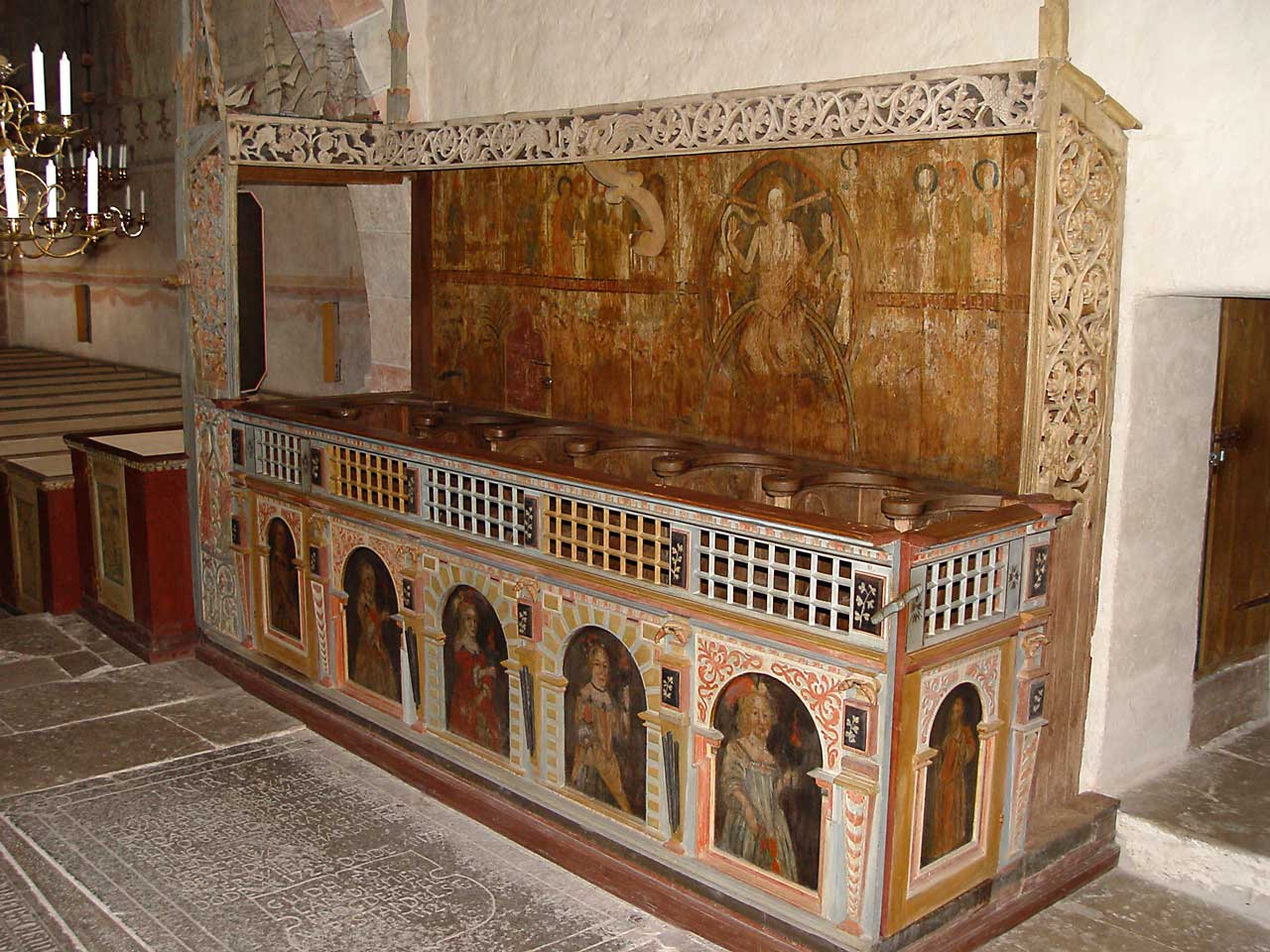
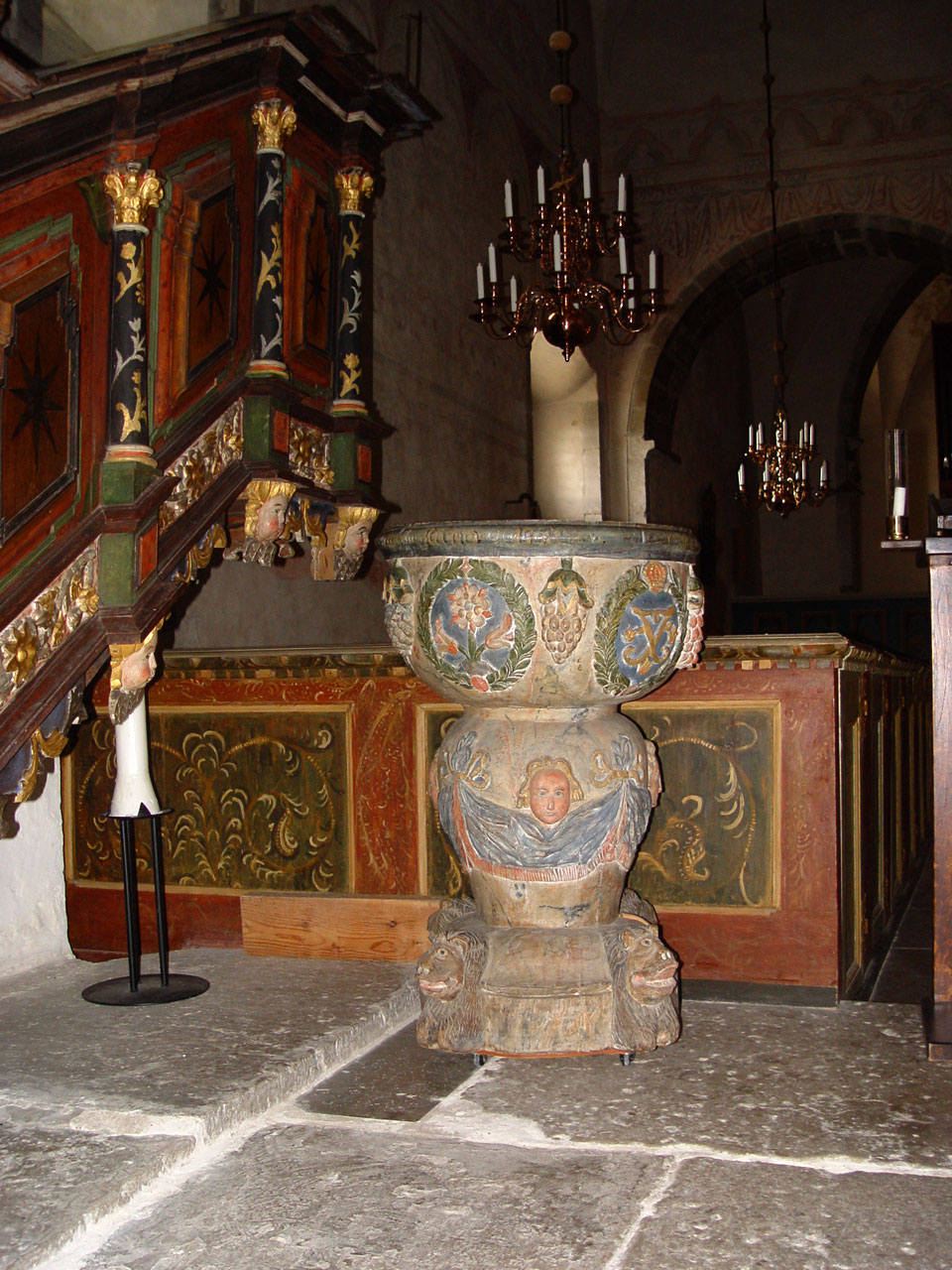